# Presnel Kimpembe
Presnel Kimpembe (* 13. srpna 1995) je francouzský profesionální fotbalista, který hraje na postu obránce za francouzský prvoligový celek Paris Saint-Germain a počínaje rokem 2018 rovněž za reprezentaci Francie.

## Klubová kariéra
Debut za PSG si odbyl 17. října 2014 v zápase francouzské ligy na hřišti RC Lens, když vystřídal Thiaga Mottu v 75. minutě.
V březnu 2015 podepsal smlouvu do roku 2018.
Poté co v ročníku 2015/16 dostal mezi seniory šanci v 8 soutěžních zápasech, se 21letý Kimpembe stal v ročníku 2016/17 regulérní součástí mužstva kouče Emeryho. Naskočil do 28 soutěžních zápasů a výkony nezklamal.
Tuto sezonu se poprvé předvedl v Lize mistrů a odehrál celé domácí utkání proti Barceloně, které Pařížané zvládli a zvítězili 4:0. Do základu se vměstnal kvůli zranění Thiaga Silvy,
který se dal do odvety osmifinále na půdě Barcelony do pořádku. Kimpembe zůstal pouze na lavičce. PSG nakonec prohrálo 1:6 a vypadlo. Na jaře podepsal nový kontrakt do roku 2021.
Kimpembe pokračoval v A-týmu pařížského týmu i v sezoně 2017/18. V Ligue 1 nastoupil do 28 zápasů, dalších 10 zápasů si připsal v domácích a evropských pohárech.
V ročníku 2018/19 dostával od trenéra Thomase Tuchela pravidelně důvěru v základu. Stejně tomu bylo i v Lize mistrů, kde si ve skupině zahrál pět zápasů od začátku. Nastoupil v obou zápasech osmifinále proti Manchesteru United. V tom prvním na Old Trafford otevřel skóre, když přesně zamířil po rohovém kopu Di Maríi, PSG vyhrálo 2:0.
V odvetě ale United předvedli obrat a po výhře 3:1 postoupili díky pravidlu venkovních gólů. Kimpembe v první minutě nastavení nešťastně rukou zasáhl do střely Dalota a rozhodčí nařídil penaltu, kterou Rashford proměnil.
V Ligue 1 se na hřiště dostal ve 24 zápasech. Během říjnového souboje s Lyonem dostal už ve 35. minutě červenou kartu, ale PSG doma hladce vyhrálo 5:0.
V sezoně 2019/20 se potýkal s konkurencí v podobě Abdoua Dialla, se kterým bojoval o místo v sestavě pro zápasy v Ligue 1. Trenér Tuchel Kimpembeho postavil do úvodních třech zápasů Ligy mistrů, Pařížané tuto trojici zápasů vyhráli.

## Reprezentační kariéra
V květnu 2018 se objevil v konečné nominaci Didiera Deschampse na světový šampionát.

## Úspěchy
Zdroj:
Paris Saint-Germain FC
- Ligue 1 (4× vítěz)
  - 1. místo: 2014/15, 2015/16, 2017/18, 2018/19
- Coupe de France (3× vítěz)
  - 1. místo: 2015/16, 2016/17, 2017/18
- Coupe de la Ligue (3× vítěz)
  - 1. místo: 2015/16, 2016/17, 2017/18
- Trophée des champions (4× vítěz)
  - 1. místo: 2016, 2017, 2018, 2019

Francouzská reprezentace
- Mistrovství světa (1× vítěz)
  - 1. místo: 2018

Individuální
- Tým roku Ligue 1 podle UNFP – 2020/21[10]

Řády
- Řád čestné legie: 2018